# Пивоваров Віктор Іванович
Віктор Іванович Пивоваров (8 лютого 1937, Верх-Катунське, Алтайський край) — російський діяч неканонічного православ'я. Має титул «архієпископ Слов'янський та Південно-Російський», проте не належить до жодної конкретної юрисдикції. Християнський богослов і публіцист.